# EE-17 Sucuri
L'EE-17 Sucuri I era un prototipo brasiliano di autoblindo controcarro sviluppato dall'impresa privata ENGESA di San Paolo, nel corso degli anni settanta del XX Secolo e rimasto allo stadio di prototipo.

## Sviluppo
Durante il periodo di sviluppo dell’industria bellica brasiliana nel corso degli anni ottanta l’industria ENGESA sviluppò numerosi programmi relativi a veicoli blindati da combattimento che ottennero un buon successo di esportazione. Dopo aver realizzato l’autoblinda EE-9 Cascavel armata con un cannone da 90 mm a bassa velocità la direzione tecnica dell’azienda avviò lo sviluppo di un più modello armato con un cannone da 105/44 mm che ottenne la designazione di EE-17 Sucuri.
Si trattava di un veicolo 6x6 propulso da un motore diesel Detroit Diesel 6V53T a 6 cilindri a V raffreddati ad acqua di 5.212 cm³ di cilindrata, dotato di turbocompressore, ed erogante la potenza massima di 300 CV. Accoppiato a una trasmissione automatica Allison MT 640 con quattro marce in avanti e una retromarcia. L’adozione di questo propulsore, installato nella parte anteriore destra del veicolo, consentiva di raggiungere una velocità massima di 110 km/h, di superare un ostacolo verticale di 0,6 m, un guado di 1,5 m di profondità e una trincea della larghezza di 1,2 m.
L'armamento principale era costituito da un cannone di origine francese GIAT CN-105 D1504 cal. 105/44 mm, posizionato in una torretta oscillante Fives-Cail-Badcock FL-12 ad azionamento elettro-idraulico che consentiva un’elevazione da -5° a +12°30', ce dotato di sistema di caricamento automatico a otturatore meccanico azionato elettricamente, in grado di sparare munizioni HE, HEAT e HESH. La riserva di munizioni per il cannone, che poteva sparare fino a 12 colpi al minuto, era pari a 40 colpi, di cui 20 contenuti nella torretta e venti nello scafo. L’armamento secondario verteva su di una mitragliatrice FN MAG cal. 7,62 mm installata coassialmente al cannone, mentre quello antiaereo si basava su di una mitragliatrice Browning M2HB cal. 12,7 mm posizionata sul tetto della torretta, in un lato della quale erano installati 4 lanciagranate per artifizi fumogeni. L’equipaggio era composto da 3 membri, capocarro, servente e pilota, ognuno dei quali poteva vedere all’esterno grazie a un proprio periscopio. Il sistema di controllo del tiro era dotato di telemetro laser, sistema di visione notturna attiva e passiva.
La corazzatura consiste in uno strato interno in acciaio indurito e di uno strato interno di acciaio più dolce, uniti tra loro tramite laminazione e trattati a caldo. Tale sistema consente una efficace protezione contro proiettili fino al calibro di 14,5 mm e schegge di proiettili esplosivi. A richiesta del cliente erano disponibili sistema di condizionamento, riscaldamento, pneumatici a controllo automatico della pressione, e completo sistema di protezione per operare in ambiente NBC. L’adozione del sistema centrale di controllo della pressione degli pneumatici (CTIS) consente al veicolo una grande mobilità su qualsiasi tipo di terreno. Le sei ruote sono tutte motrici, con le prime due servosterzanti, mentre la sospensione posteriore ENGESA "Boomerang" assicura un’ottima mobilità fuoristrada.
Il veicolo è stato presentato dalla ENGESA in vari paesi come il Marocco, il Kuwait, l'Iraq, la Grecia e il Venezuela per test e dimostrazioni senza successo. Nel tentativo di sbloccare il mercato fu realizzata una più potente versione del messo designata EE-18 Sucuri II.

### Annotazioni
1. ↑  Tale torretta era già utilizzata all’epoca sul carro leggero francese AMX-13, sul cacciacarri austriaco SK-105 Kürassier e sull’autoblinda francese Panhard EBR.
2. ↑  Ruote e pneumatici della misura di 14,00x20-18 sono antiproiettile.
3. ↑  Secondo alcune fonti l’unico ordine fu emesso dal governo iracheno, che tra il 1979 e il 1981 ne ricevette 250 esemplari impiegati come cacciacarri.

### Fonti
1. 1 2  Drago, Boroli 1992-94, p. 17.
2. ↑  Schmidt 1987, p. 131.
3. 1 2 3  Drago, Boroli 1992-94, p. 18.

### Periodici
- Giuliano Da Frè, Il rinnovamento dell'esercito brasiliano, in RID- Rivista Italiana Difesa, n. 9, Chiavari, Giornalistica Riviera Soc. Coop. s.r.l., settembre 2015,  pp. 64-75.